# Keniaanse presidentsverkiezingen (1978)
De Keniaanse presidentsverkiezingen in 1978 vonden op 8 november plaats. Vanwege het overlijden van president Jomo Kenyatta op 22 augustus 1978 moesten er tussentijdse presidentsverkiezingen worden gehouden. Vicepresident Daniel Arap Moi, die tijdelijk de taken van staatshoofd op zich had genomen, was de enige kandidaat en hij werd op 8 november automatisch president van Kenia.